# Iben Wurbs
Iben Wurbs (født 15. maj 1949 i København) er en dansk skuespiller, dukkefører og redaktionsmedarbejder i DR.
Især er hun kendt for sammen med Hanne Willumsen at stå bag dukkerne Anna og Lotte. Iben Wurbs var oprindelig skuespiller i Komedievognen. Iben Wurbs har også leveret stemme til håndtasken "Babe" i den fiktive tv-serie Gepetto News.